# شولا أميوبي

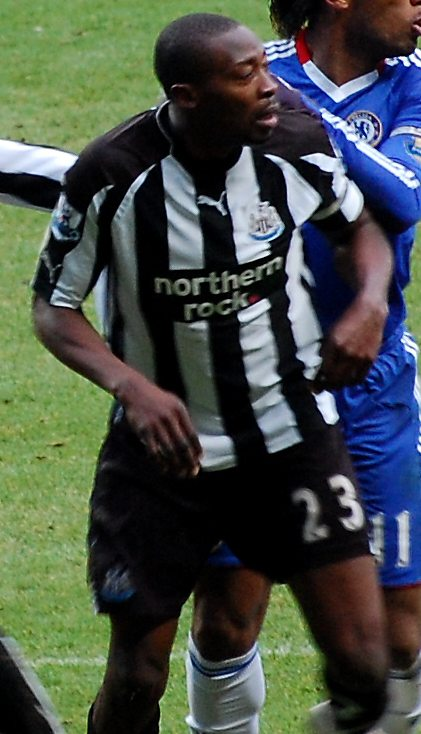
فولوواشولا أميوب

فولوواشولا أميوبي (بالإنجليزية: Shola Ameobi)‏، من مواليد 12 أكتوبر 1981 في لاغوس في نيجيريا، لاعب كرة قدم إنجليزي.
بدأ مسيرته الكروية مع نادي نيوكاسل يونايتد في عام 1998. والآن يلعب مع بولتون الإنجليزي.

## مسيرته الكروية
لعب شولا أميوبي خلال مسيرته الاحترافية مع 7 أندية في واحد وعشرون موسمًا وسجل خلالها 69 هدفًا ضمن 402 مباراة. ولم يفز بأي موسم بالكأس أو بالدوري.
خاض شولا أميوبي مسيرته مع نادي نيوكاسل يونايتد في موسم 2000–01 في المرة الأولى ليلعب معه ثمانية مواسم ثم في موسم 2008–09 ليلعب معه ستة مواسم، مشاركًا طوالها في 312 مباراة سجل خلالها 52 هدفًا. ثم انتقل إلى نادي ستوك سيتي في موسم 2007–08 لمدة موسم واحد، حيث شارك في 6 مباريات ولم يسجل أي هدف. لينتقل بعدها إلى نادي كريستال بالاس في موسم 2014–15 لمدة موسم واحد، مشاركًا في 4 مباريات ولم يسجل أي هدف أيضًا. ثم انتقل إلى فليتوود تاون في موسم 2015–16 لمدة موسم واحد، مشاركًا في 10 مباريات سجل خلالها هدفًا واحدًا. هذا وانتقل لاحقًا إلى نادي نوتس كاونتي في موسم 2016–17 ولمدة موسمين، مشاركًا في 51 مباراة سجل خلالها 10 أهداف.

## روابط خارجية
- شولا أميوبي على موقع الاتحاد الدولي (مؤرشف)  (الإنجليزية)
- شولا أميوبي على موقع الاتحاد الأوربي (الإنجليزية)
- شولا أميوبي على موقع اتحاد تركيا (لاعب) (الإنجليزية)
- شولا أميوبي على موقع قاعدة بيانات كرة القدم.إي يو (الإنجليزية)
- شولا أميوبي على موقع ناشيونال فوتبول تيمز (الإنجليزية)
- شولا أميوبي على موقع Soccerbase.com (لاعب) (الإنجليزية)
- شولا أميوبي على موقع Soccerway.com (الإنجليزية)
- شولا أميوبي على موقع عالم كرة القدم.نت (الإنجليزية)
- شولا أميوبي على موقع كووورة
- شولا أميوبي على موقع AS.com (الإسبانية)